# Invazia sovietică a Poloniei
Invazia sovietică a Poloniei din 1939 a fost o operațiune militară sovietică care a fost declanșată fără nicio declarație oficială de război la 17 septembrie 1939, în timpul primelor etape al celui de-Al Doilea Război Mondial. La șaisprezece zile de la invadarea Poloniei de către Germania Nazistă din partea de vest, Uniunea Sovietică a acționat la rândul ei din partea de est. Invazia a luat sfârșit la 6 octombrie 1939 cu împărțirea și anexarea totală a celei de-a Doua Republici Poloneze de către Germania și Uniunea Sovietică.
La începutul anului 1939, Uniunea Sovietică a participat la negocieri cu Regatul Unit, Franța, Polonia și România pentru a forma o alianță împotriva Germaniei Naziste. Negocierile au eșuat când Uniunea Sovietică a insistat ca Polonia și România să ofere drepturi de trece a trupelor sovietice prin teritoriul lor ca parte dintr-un acord de securitate colectivă. Eșecul acestor negocieri a determinat Uniunea Sovietică să încheie Pactul Molotov-Ribbentrop cu Germania Nazistă la 23 august; acesta a fost un pact de neagresiune care conținea un protocol secret de a împărți Europa de Nord și de Est în sferele de influență germană și sovietică. La o săptămână de la semnarea Pactului Molotov-Ribbentrop, forțele germane au invadat Polonia din nord, sud și vest. Forțele poloneze s-au retras în sud est unde au pregătit o mare defensivă a Capului de pod român și au așteptat sprijin și ajutor din partea britanicilor și francezilor. Armata Roșie sovietică a invadat Kresy conform protocolului secret la 17 septembrie. Guvernul sovietic a anunțat că intervenise pentru a-i apăra pe ucraineni și pe belaruși care locuiau în părțile estice ale Poloniei, deoarece statul polonez se prăbușise în fața atacului Germaniei Naziste și nu mai putea oferi siguranță cetățenilor săi. Înfruntând un al doilea front, guvernul polonez a realizat că apărarea Capului de pod român nu mai era posibilă și a ordonat evacuarea de urgență a tuturor trupelor în România neutră.
Armata Roșie și-a atins obiectivele, depășind numeric rezistențele poloneze și capturând aproximativ 230.000 de prizonieri de război polonezi. Guvernul sovietic a anexat teritoriul sub controlul acestuia iar în noiembrie 1939 a făcut din 13.5 milioane de foști cetățeni polonezi aflați sub conducerea acestuia cetățeni ai Uniunii Sovietice. Uniunea Sovietică a început imediat o campanie de sovietizare a noilor zone dobândite. Aceasta a inclus alegeri organizate, rezultate pe care Uniunea Sovietică le-a folosit să-și legitimeze anexarea Poloniei estice. Sovieticii au înăbușit opozițiile prin execuții numeroase și mii de arestări. Uniunea Sovietică a deportat sute de mii de persoane din această regiune către Siberia și alte părți îndepărtate ale Uniunii Sovietice în patru valuri de deportări între 1939 - 1941.
Forțele sovietice au ocupat Polonia până în vara anului 1941 când au fost expulzați prin invadarea armatei germane în cursul Operațiunii Barbarosa. Zona se afla sub ocupația naziștilor până când Armata Roșie a recucerit-o în vara anului 1944. Un acord la Conferința de la Ialta a permis Uniunii Sovietice să anexeze aproape toate porțiunile Celei de a Doua Republici Poloneze conform Pactului Molotov-Ribbentrop, despăgubind Republica Populară Poloneză cu jumătatea sudică a Prusiei Răsăritene și teritoriile estice ale Liniei Oder-Neisse. Uniunea Sovietică a împreunat teritoriile invadate în Republica Sovietică Socialistă Ucraineană și Republica Sovietică Socialistă Belarusă.

## Trecut

### Context istoric
După sfârșitul Primului Război Mondial, granițele Europei de Est s-au schimbat radical. Statele din regiune au văzut-o ca pe o șansă de a se înființa ca state independente și au profitat de această oportunitate. Rusia sovietică a văzut aceste teritorii ca pe provincii rusești revoltate, necesare pentru securitatea Rusiei dar nu a putut să reacționeze rapid pentru a contracara mișcările de independență. Succesul Revoluției Poloniei Mari a dus la înființarea unui stat polonez suveran, A Doua Republică Poloneză. Conferința de Pace de la Paris nu a stabilit o hotărâre definitivă cu privire la granițele dintre Polonia și Rusia Sovietică, și nici nu a fost discutată problema în Tratatul de la Versailles. Conferința de Pace a promulgat o frontieră provizorie în decembrie 1919, linia Curzon, ca o încercare de a defini teritoriile care au avut o majoritate etnică poloneză, dar participanții nu s-au simțit capabili de a face o apreciere definitivă asupra cererilor concurente.
Ca urmare a Conferinței de Pace de la Paris, au fost diminuate ambițiile teritoriale ale părților din regiune. Józef Piłsudski a încercat să extindă granițele poloneze cât mai mult către est ca o încercare de a crea o federație poloneză pentru a contrabalansa orice intenții potențiale de imperialism din partea Rusia sau Germania. În același timp, bolșevicii au început să câștige în războiul civil rus și a început să avanseze spre vest către teritoriile disputate cu intenția de a ajuta alte mișcări comuniste din Europa Occidentală. Încăierările de la graniță din 1919 a dus treptat la izbucnirea Războiului polono-sovietic în 1920. În urma victoriei polonezilor în Bătălia de la Varșovia, sovieticii au cerut pacea iar războiul s-a încheiat cu un armistițiu, în octombrie 1920. Părțile au semnat tratatul de pace oficial, Pacea de la Riga, la 18 martie 1921, împărțind teritoriile disputate între Polonia și Rusia Sovietică. În cadrul unei acțiuni care a stabilit în mare măsură frontieră sovieto-poloneză în perioada interbelică, sovieticii au oferit delegației poloneze concesiuni teritoriale în zonele de graniță contestate, foarte asemănătoare cu granița dintre Imperiul Rus și Uniunea statală polono-lituaniană, înainte de prima împărțire din 1772. În urma acordului de pace, liderii sovietici au abandonat în mare măsură cauza revoluției internaționale și nu au reveni la acest concept vreme 20 de ani.

### Tratatul de negocieri
Informații suplimentare: Pactul Ribbentrop-Molotov

Împărțirile planificate și cele reale asupra Poloniei, conform Pactului Molotov-Ribbentrop

La mijlocul lunii martie, Uniunea Sovietică, Marea Britanie, Franța au început să negocieze sugestiile și planurile concepute cu privire la un potențial acord din punct de vedere politic și militar de a contracara potențială agresiune germană. Polonia nu a participat la discuții, interpretând că orice aliniere cu Rusia Sovietică va duce la o gravă reacție germană. Discuțiile tripartite s-au axat pe potențialele garanții asupra țărilor europene estice și centrale dacă o agresiune din partea Germaniei va izbucni. Sovieticii nu au avut încredere în englezi și francezi pentru a onora acordul securității colective, deoarece ei nu au reușit să acționeze împotriva fasciștilor în timpul Războiului Civil Spaniol sau să protejeze Cehoslovacia de obiectivele expansioniste ale Germaniei Naziste. De asemenea, Uniunea Sovietică a suspectat că Marea Britanie și Franța nu se vor implica într-un potențial conflict germano-sovietic. Ca urmare, sovieticii au căutat să încheie o alianță temeinică și sigură, ce le-ar putea asigura un sprijin garantat împotriva unui atac asupra teritoriului lor. Uniunea Sovietică a cerut cu insistare o sferă de influență ce se întindea din Finlanda până în România, pentru a fi folosită ca o zonă tampon, și sprijin militar în cazul în care o altă țară ar fi atacat Uniunea Sovietică sau o țară în cadrul sferei sale de influență. De asemenea, Uniunea Sovietică a insistat asupra dreptului de a introduce aceste țări în sfera sa de influență dacă securitate acesteia era amenințată. Când discuțiile militare au fost dezbătute la mijlocul lunii august, negocierile au stagnat rapid asupra subiectului de trecere a trupelor sovietice prin Polonia, dacă germanii urmau să atace, iar părțile au așteptat în timp ce oficialii britanici și francezi au făcut presiuni asupra oficialilor polonezi să accepte acești termeni. Cu toate acestea, oficialii polonezi au refuzat să permită trupelor sovietice să pătrundă pe teritoriul polonez, deoarece credeau că odată ce Armata Roșie va intrat pe teritoriul lor, nu vor mai pleca niciodată. Sovieticii au propus ca dorințele Poloniei să fie ignorate și că acordurile tripartite fie încheiate în ciuda obiecțiilor sale. Britanicii a refuzat să facă acest lucru, deoarece ei credeau că o astfel de mișcare ar împinge Polonia să stabilească relații bilaterale mai puternice cu Germania.
Între timp, oficialii germani le-au propus confidențial diplomaților sovietici că le pot oferi condiții pentru un acord politic  mai bune decât cu britanicii și francezii. Uniunea Sovietică a început discuții cu Germania nazistă în ceea ce privește stabilirea unui acord economic iar în același timp negociind cu cei ale grupului tripartit. Spre sfârșitul lunii iulie și începutul lunii august 1939, oficialii sovietici și germani au convenit asupra majorității detaliilor pentru un acord economic planificat, și în mod specific pentru un potențial acord politic. La 19 august 1939, oficialii germani și sovietici au încheiat în 1939 Acordul comercial germano-sovietic, un acord economic prin care Uniunea Sovietică oferea materii prime în schimbul armelor, tehnologiei militare și mașini civile. După două zile, Uniunea Sovietică a suspendat discuțiile militare tripartite. La 24 august, Uniunea Sovietică și Germania au semnat acordul politice și militare care au însoțit de acordul comercial, Pactul Molotov-Ribbentrop. Pactul a fost un acord comun de neagresiune care conținea protocoale secrete de împărțirea statelor din Europa de Nord și de Est în sfere de influență germană și sovietică. Sfera de influență sovietică cuprindea inițial Letonia, Estonia și Finlanda. Germania și Uniunea Sovietică vor împărți Polonia, zonele de la est de râurile Pisa, Narev, Vistula, și Sanna vor intra în componența Uniunii Sovietice. Pactul le-a oferit sovieticilor un spațiu în plus de apărarea în vest, prezentând o oportunitate să recâștige teritoriile cedate în Pacea de la Riga și să unească popoarele belarus și ucrainean din est și vest sub guvernul sovietic.
A doua zi după ce germanii și sovieticii au semnat pactul, delegațiile de negocieri militare ale britanicilor și francezilor au solicitat o întrunire de urgență cu negociatorul militar sovietic Kliment Voroșilov. La 25 august, Voroshilov le-a spus „Având în vedere că situația politică s-a schimbat, nici un scop util poate fi de folos în continuarea conversației.” În aceeași zi, Marea Britanie și Polonia au semnat Pactul de asistență reciprocă anglo-polonez. În acest acord, Marea Britanie s-a angajat să apărarea Polonia, garantând să mențină independența poloneză.

### Invadarea Germaniei în Polonia
La 26 august Hitler a încercat să-i descurajeze pe britanici și francezi să intervină în conflictul care urma să izbucnească, promițând că în viitor forțele Wehrmacht-ului vor fi prezente în Marea Britanie. La 29 august, la miezul nopții, ministrul german de externe Joachim von Ribbentrop i-a înmânat ambasadorului britanic Neville Henderson lista termenilor care ar fi asigurat pacea Poloniei. Potrivit acestor termeni, Polonia trebuia să înapoieze Germaniei orașul liber Danzig și urma să fie convocat într-un an un plebiscit în Coridorul Poloniei după rezidența din 1919. Când ambasadorul Poloniei Józef Lipski s-a dus să se întâlnească cu Ribbentrop pe 30 august, a anunțat că nu avea puteri depline pentru a-l semna, iar Ribbentrop nu l-a primit. Germanii au anunțat că Polonia a respins propunerea Germaniei, iar negocierile cu Polonia s-au încheiat. La 31 august unitățile germane care se prefăceau a fi trupe poloneze au pus în scenă incidentul de la Gleiwitz în apropierea graniței cu orașul Gleiwitz. În dimineața următoare Hitler a ordonat ca ostilitățile împotriva Poloniei să înceapă la 04:45, 1 septembrie 1939.
Guvernele aliaților au declarat război Germaniei pe 3 septembrie, dar nu au reușit să ofere niciun sprijin substanțial. În ciuda unor succese poloneze minore în luptele de la graniță, superioritatea tehnică, operațională și numerică a germanilor a obligat armatele poloneze să se retragă de la granițe spre Varșovia și Lwów. La 10 septembrie, comandantul-șef polonez, mareșalul Edward Rydz-Śmigły, a ordonat o retragere generală spre sud-est către capul de pod român. Curând după începerea invaziei în Polonia, liderii naziști au început să-i îndemne pe sovietici să joace rolul convenit și să atace Polonia dinspre est. Ministrul de Externe sovietic Viaceslav Molotov și ambasadorul german de la Moscova, Friedrich Werner von der Schulenburg au schimbat o serie de mesaje diplomatice cu privire la chestiune, dar însă sovieticii au întârziat invazia din estul Poloniei. Sovieticii au fost distrași de evenimente cruciale cu privire la disputele de frontieră cu Japonia aflate în curs de desfășurare, nevoia de timp pentru a mobiliza Armata Roșie și au văzut un avantaj diplomatic să aștepte până când Polonia se va dezintegra înainte ca ei să intervină. La 17 septembrie 1939, Molotov a trimis următoarea declarație de război ambasadorului polonez de la Moscova:
| “ | Războiul polono-german a dezvăluit falimentul intern a statului polonez. Timp de zece zile de operațiuni militare, Polonia și-a pierdut toate zonele industriale și centrele culturale. Varșovia în calitate de capitală a Poloniei nu mai există. Guvernul polonez a căzut și nu mai dă nici un semn de viață. Asta înseamnă că statul polonez și guvernul acestuia a încetat de fapt să mai existe. Prin urmare, acordurile încheiate între URSS și Polonia au încetat să mai fie valabile. Abandonată în propriul sistem și lipsă de conducere, Polonia s-a transformat într-un câmp propice pentru diferite întâmplări și surprize ce poate crea o amenințare pentru URSS. Prin urmare, guvernul sovietic, nu poate avea o atitudine neutră față de aceste fapte. Guvernul sovietic, de asemenea, nu poate rămâne indiferent asupra faptului că ucrainenii și belarușii din Polonia, care au fost lăsați în voia sorții, să rămână neprotejați. Având în vedere această situație, guvernul sovietic a dat dispozițiuni Înaltul Comandament al Armatei Roșii să ordone trupelor să treacă frontiera și să ia sub apărare viața și averea populației din Ucraina de Vest și Bielorusia de Vest. În același timp, guvernul sovietic intenționează să ia toate măsurile necesare pentru a asigura salvarea poporului polonez din războiul nenorocit, în care au fost târâți de liderii lor nesocotiți, și le va permite să ducă un trai pașnic. | ” |

În aceeași zi, Molotov a declarat la radio că toate tratatele dintre Uniunea Sovietică și Polonia erau nule, deoarece guvernul polonez și-a abandonat poporul și în mod eficient a încetat să mai existe. În aceeași zi, Armata Roșie a trecut graniță în Polonia.

## Invazia Sovietică

### Rezistențele
Armata Roșie a pătruns în regiunile estice ale Poloniei cu șapte armate care erau alcătuite între 450.000 și 1.000.000 de trupe, împărțite între două fronturi. Mihail Kovaliov, comandarmul de gradul 2, a condus Armata Roșie în invazia din Frontul belarus în timp ce comandarmul de gradul 1, Semion Timoșenko, a condus invazia pe Frontul ucrainean.
În conformitate cu Planul Vest, Polonia a presupus că Uniunea Sovietică va rămâne neutră în timpul unui conflict cu Germania. Ca urmare, comandanții polonezi au dislocat majoritatea trupelor lor spre vest, pentru a face față invaziei germane. În acest timp, nu mai mult de 20 batalioane de sub-putere, format din aproximativ 20.000 de soldați ai Corpurilor de Protecție a Graniței, au apărat frontiera de est. Când Armata Roșie a invadat Polonia la 17 septembrie, armata poloneză era pe cale să se retragă către Capul de pod român și să aștepte ajutor din partea englezilor și francezilor.

### Campanie militară

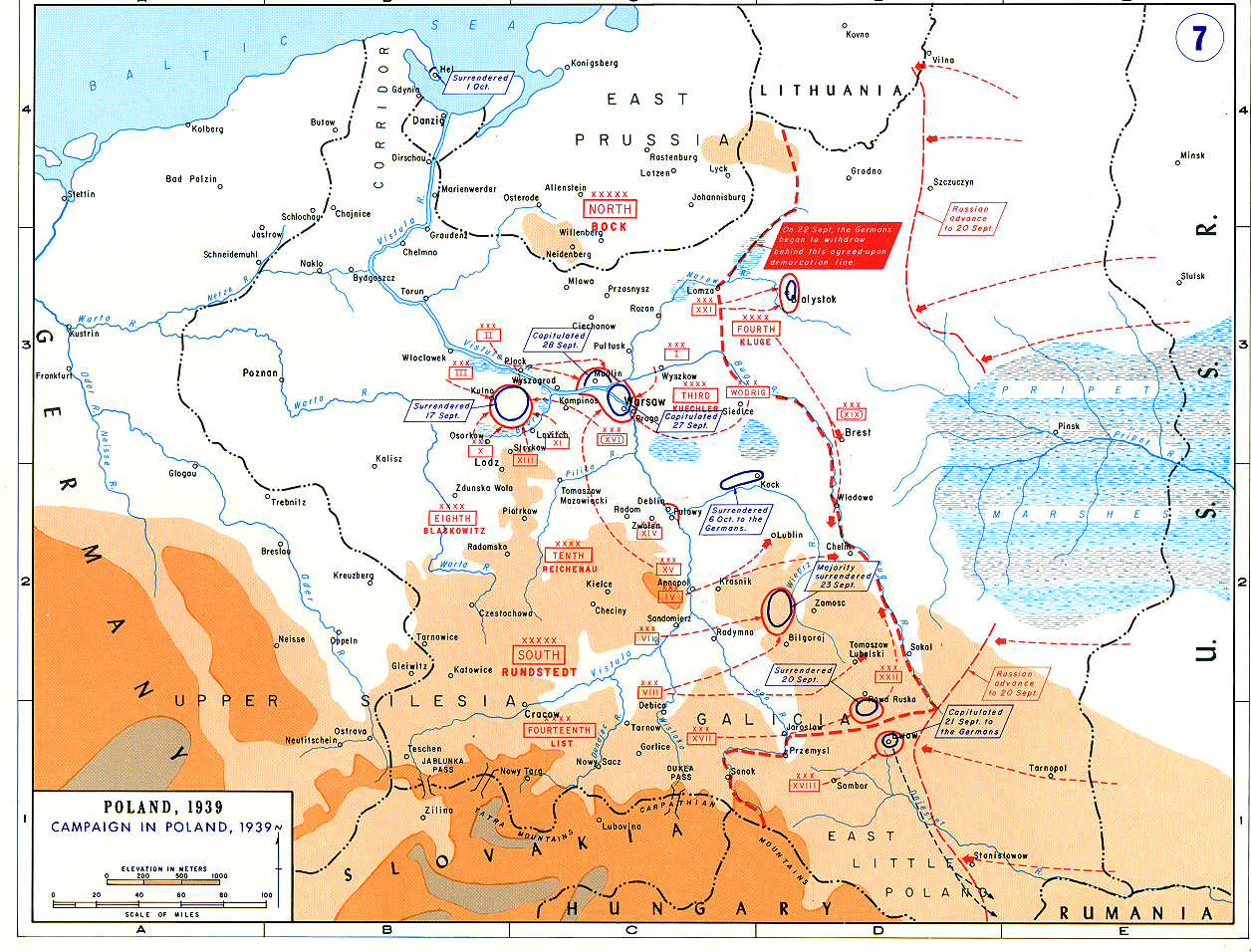
Orânduirea tuturor trupelor ca urmare a invaziei sovietice

Când Uniunea Sovietică a invadat, inițial Rydz-Śmigły a fost nevoit să ordone forțelor de la granița estică să reziste, dar a fost descurajat de către prim-ministrul Felicjan Sławoj Składkowski și președintele Ignacy Mościcki. La ora 04:00 pe 17 septembrie, Rydz-Śmigły a ordonat trupelor poloneze să se retragă, stipulând că aceștia vor ataca numai trupele sovietice în auto-apărare. Cu toate acestea, invazia germană a deteriorat grav sistemele de comunicare poloneze, cauzând probleme de comandă și control pentru forțele poloneze. În confuzia rezultată, au avut loc ciocniri între forțele poloneză și sovietică de-a lungul graniței. Generalul Wilhelm Orlik-Rückemann, care a preluat comanda Corpurilor de Protecție a Graniței, pe 30 august, nu a primit directive oficiale după ce a fost numit. Ca rezultat, el și subordonații săi au continuat să atace în mod proactiv forțele sovietice, înainte de dizolvarea grupului pe 1 octombrie.
Guvernul polonez a refuzat să se predea sau să negocieze condițiile de pace, în schimb a ordonat tuturor unităților să evacueze Polonia și să se reorganizeze în Franța. A doua zi după ce invazia sovietică a început, guvernul polonez s-a mutat în România. Unitățile poloneze au continuat să se îndrepte către zona Capului de pod român, întărind atacurile asupra germanilor pe de-o parte și ocazional ciocnindu-se cu trupe sovietice de cealaltă parte. În următoarele zile, nemții au învins armatele poloneze de la Cracovia și Lublin în Bătălia de la Tomaszów Lubelski.

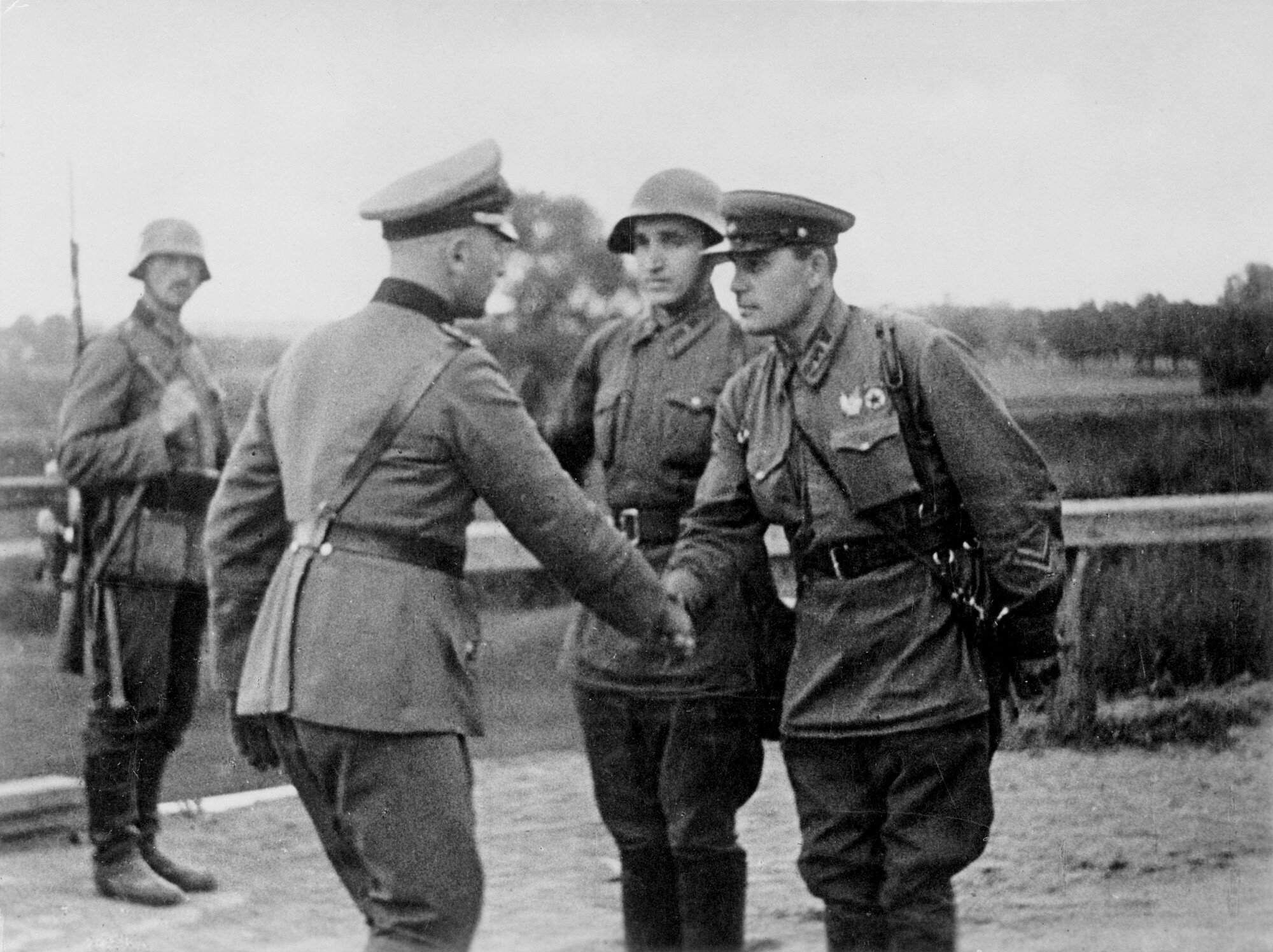
Ofițeri naziști și sovietici strângând mâna după invazie

Unitățile sovietice se întâlneau adesea cu omologii lor germani care avansau din direcția opusă. Exemple de cooperare remarcabile au avut loc între cele două armate pe câmp. Wehrmacht-ul a trecut Fortăreața Brest care a fost capturată după Bătălia de la Brześć Litewski, de către Brigada 29 de Tancuri Sovietice la 17 septembrie. Generalul german Heinz Guderian și cel sovietic de brigadă Semion Krivoshein s-au reunit apoi la o paradă a victoriei în oraș. Liov a cedat la 22 septembrie, la câteva zile după ce germanii au predat operațiunile de asediu sovieticilor. Forțele sovietice au cucerit orașul Wilno la 19 septembrie, după două zile de luptă, iar Grodno la 24 septembrie, după o luptă de patru zile. Până pe 28 septembrie, Armata Roșie a ajuns la linia formată de râurile Narev, Bugul de Vest, Vistula și San - frontieră stabilită în prealabil cu germanii.
În ciuda unei victorii tactice poloneze obținută pe 28 septembrie în Bătălia de la Szack, rezultatul conflictului mai mare a fost fără îndoială. Voluntari civili, milițienii și unitățile retrase reogranizate au ținut piept forțelor germane în capitala poloneză, Varșovia, până pe 28 septembrie, iar Cetatea Modlin, la nord de Varșovia, s-a predat în următoarea zi după o bătălie de intensă de șaisprezece zile. La 1 octombrie, trupele sovietice au dus unitățile poloneze în păduri în Bătălia de la Wytyczno, una dintre ultimele confruntări directe ale campaniei. Mai multe garnizoane poloneze izolate au reușit să-și mențină pozițiile cu mult după ce a fost înconjurate, cum ar fi cea Zona Fortificată Sarny din Volhynian care au rezistat până pe 25 septembrie. Ultima unitate operațională a armatei poloneze să se predea a fost ce a generalului Franciszek Kleeberg, Grupul Operațional Independent Polesie. Kleeberg s-a predat la 6 octombrie, după bătălia de patru zile de la Kock, care a încheiat în mod efectiv campania din septembrie. La 31 octombrie, Molotov a raportat Sovietului Suprem: „O lovitură scurtă de către armata germană, și urmată de către Armata Roșie, au fost suficiente pentru a nu mai rămâne nimic din această creatura urâtă a Tratatului de la Versailles”.

### Reacția internă
Reacția celorlalte comunități etnice din Polonia a complicat și mai mult situația. Mulți ucraineni, bieloruși și evreii au întâmpinat trupele invadatoare ca eliberatori. Reacția locală a fost menționată de către Lev Mekhlis, care l-a informat pe Stalin că oamenii din vestul Ucrainei i-au primit pe sovietici „ca pe adevărații eroi”. Organizația Naționaliștilor Ucraineni s-au răzvrătit împotriva polonezilor și partizanilor comuniști organizând revolte locale, precum cea din Skidel. Populația evreiască a suferit pogromuri în estul Poloniei, în timpul invaziei germane, și mulți i-au văzut pe sovietici ca fiind mai puțin brutali. Această reacție va spori temerile poloneze existente față de Żydokomuna și vor afecta relații polono-evreiești în secolul XXI.